# Vicus Caesaris
Vicus Caesaris (łac. Diocesis Vicensis Caesaris) – stolica historycznej diecezji w Cesarstwie rzymskim w prowincji Numidia zlikwidowana w VII w. podczas ekspansji islamskiej, współcześnie w północnej Algierii. Obecnie katolickie biskupstwo tytularne. 

## Biskupi tytularni
| Lp. | Biskup                  | Funkcja                                                                       | Od              | Do               |
| --- | ----------------------- | ----------------------------------------------------------------------------- | --------------- | ---------------- |
| 1   | Manuel Edmilson da Cruz | biskup pomocniczy São Luís do Maranhão biskup pomocniczy Fortalezy (Brazylia) | 8 sierpnia 1966 | 18 maja 1994     |
| 2   | Precioso Cantillas      | biskup pomocniczy Cebu (Filipiny)                                             | 31 maja 1995    | 20 stycznia 1998 |
| 3   | Mário Pasqualotto       | biskup pomocniczy Manaus (Brazylia)                                           | 2 czerwca 1999  |                  |